# Leland Stanford (1868–1884)

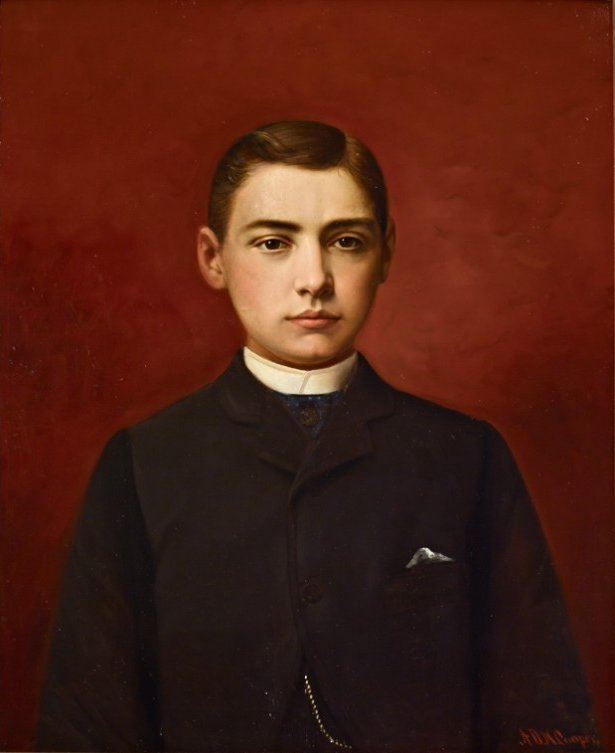
Portret Lelanda Stanforda Juniora autorstwa Astleya Davida Middletona Coopera

Leland Stanford Junior, przed ukończeniem dziewiątego roku życia Leland DeWitt Stanford (ur. 14 maja 1868 w Sacramento, zm. 13 marca 1884 we Florencji) – jedyny syn Lelanda Stanforda i Jane Stanford, patron Uniwersytetu Stanforda.

## Choroba i śmierć
Podczas podróży po Europie zachorował w Atenach na dur brzuszny. Rodzice zaczęli leczenie najpierw w Neapolu, potem w Rzymie, później we Florencji, gdzie zmarł po naprzemiennych okresach pogorszenia i poprawy stanu zdrowia.
Po jego śmierci rodzice zdecydowali się nazwać uczelnię jego imieniem, „aby dzieci Kalifornii były naszymi dziećmi”.